# Take as Needed for Pain
Take as Needed for Pain ist das 1993 erschienene zweite Album der Sludge-Band EyeHateGod. Bei den Mitgliedern der Band gilt das Album als jenes, in welchem sich der angestrebte Klang der Band das erste Mal gänzlich verfestigte.

## Geschichte
1992 nahm Century Media EyeHateGod für fünf Alben unter Vertrag und veröffentlichte das bereits 1990 erschienene Debüt In the Name of Suffering erneut. Noch im selben Jahr tourte die Band mit Crowbar, für die Jimmy Bower damals Schlagzeug spielte, durch Europa.
Noch während dieser Tour zur Wiederveröffentlichung des Debütalbums trennte sich die Band vom Bassisten Steven Dale, dessen Instrument fortan der bisherige Gitarrist Marc Schultz übernahm. Ohne zweiten Gitarristen spiele die Band einige Konzerte, kam jedoch zu dem Schluss, dem Klang der Band so nicht gerecht zu werden. Daher wurde Brian Patton von Soilent Green zum zweiten Gitarristen der Band und Marc Schultz blieb vorerst als Bassist tätig. Bower und Williams kannten Brian Patton bereits seit frühester Kindheit und er spielte schon zuvor in der gemeinsamen Band Drip.

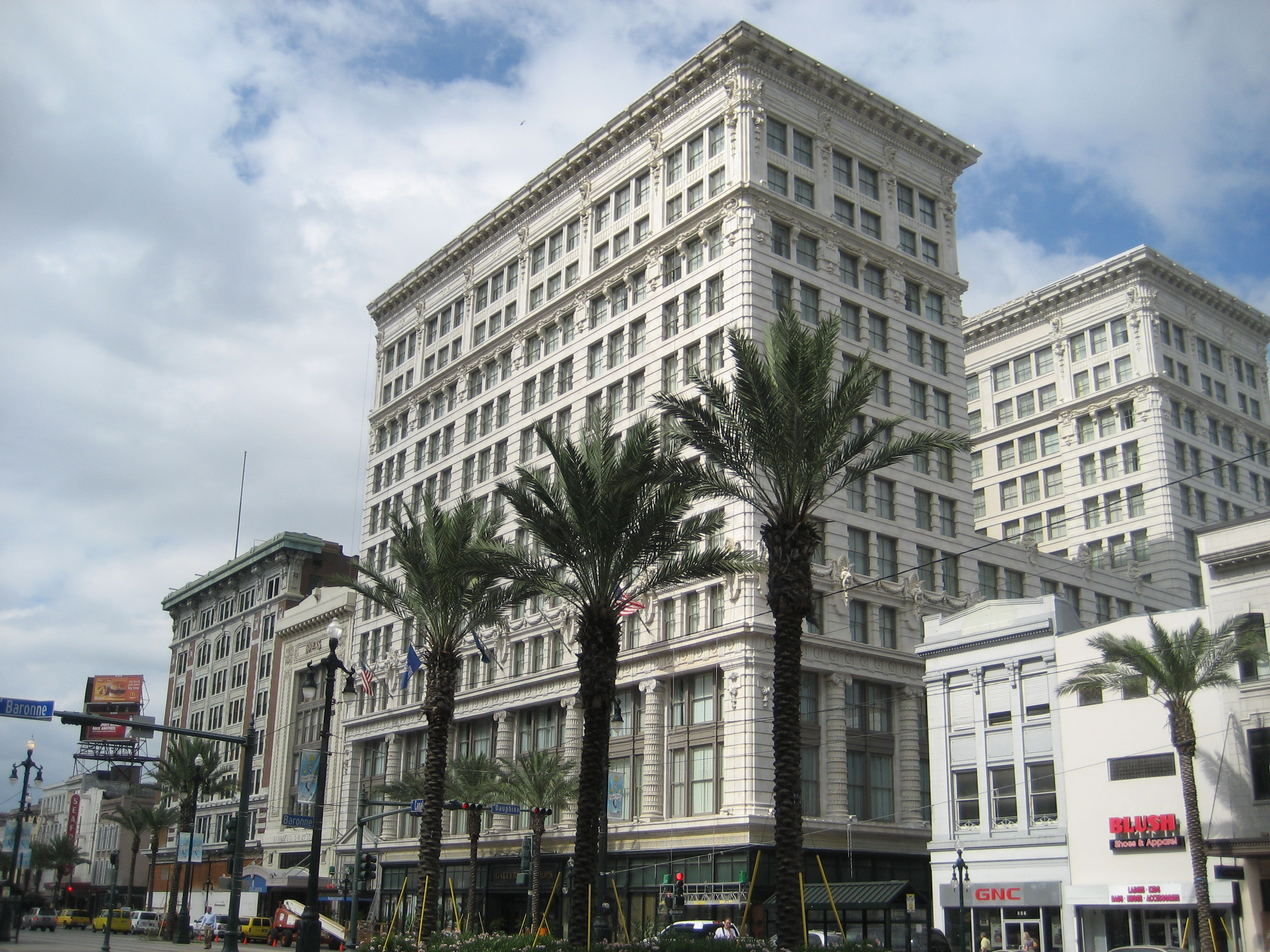
Das Maison-Blanche-Gebäude in der Canal Street

1993 nach Abschluss der Tournee und der Rückkehr nach New Orleans konnten die Studioarbeiten zum zweiten Album beginnen. Mike IX Williams, im Anschluss an die Tour durch eine Trennung obdachlos geworden, schlief in einem Zimmer über dem Striptease-Club Big Daddy’s, welcher nur wenige Blocks vom Studio entfernt lag.
Studio 13 befand sich im 13. Stockwerk des Maison-Blanche-Gebäudes, eines ehemaligen Kaufhauses in der Canal Street, einer der Hauptverkehrsstraßen von New Orleans. Ein anderer Aufnahmeraum des Studios wurde zeitgleich von der Cash Money Crew genutzt. Die Gangsta-Rapper verbrachten einen Teil ihrer Freizeit gemeinsam mit EHG und Marc Schultz arbeitete mit den Rappern an einigen Musikvideos.
Joey LaCaze nannte im Nachhinein Take as Needed for Pain das erste Album, das von der Band ernst genommen wurde. Sänger Mike Williams betonte ebenfalls, dass die Arbeit zu Take as Needed for Pain, das erste auf einen konkreten angestrebten Stil ausgerichtete Songwriting, beinhaltete. Hinzukommend benannten Patton, Williams und Schultz, Take as Needed for Pain als das wahrscheinlich beste EyeHateGod-Album.
Nach der Veröffentlichung tourte die Band international unter anderem mit Chaos UK, Buzzov•en, White Zombie und Corrosion of Conformity. Brian Patton nahm in Anschluss an die Tour das Debüt seiner Band Soilent Green auf, Mike Williams begann für die Zeitschrift Metal Maniacs zu arbeiten und Jim Bower arbeitete als Schlagzeuger am Debüt der Supergroup Down und später an Crowbars Album Broken Glass.

## Songwriting

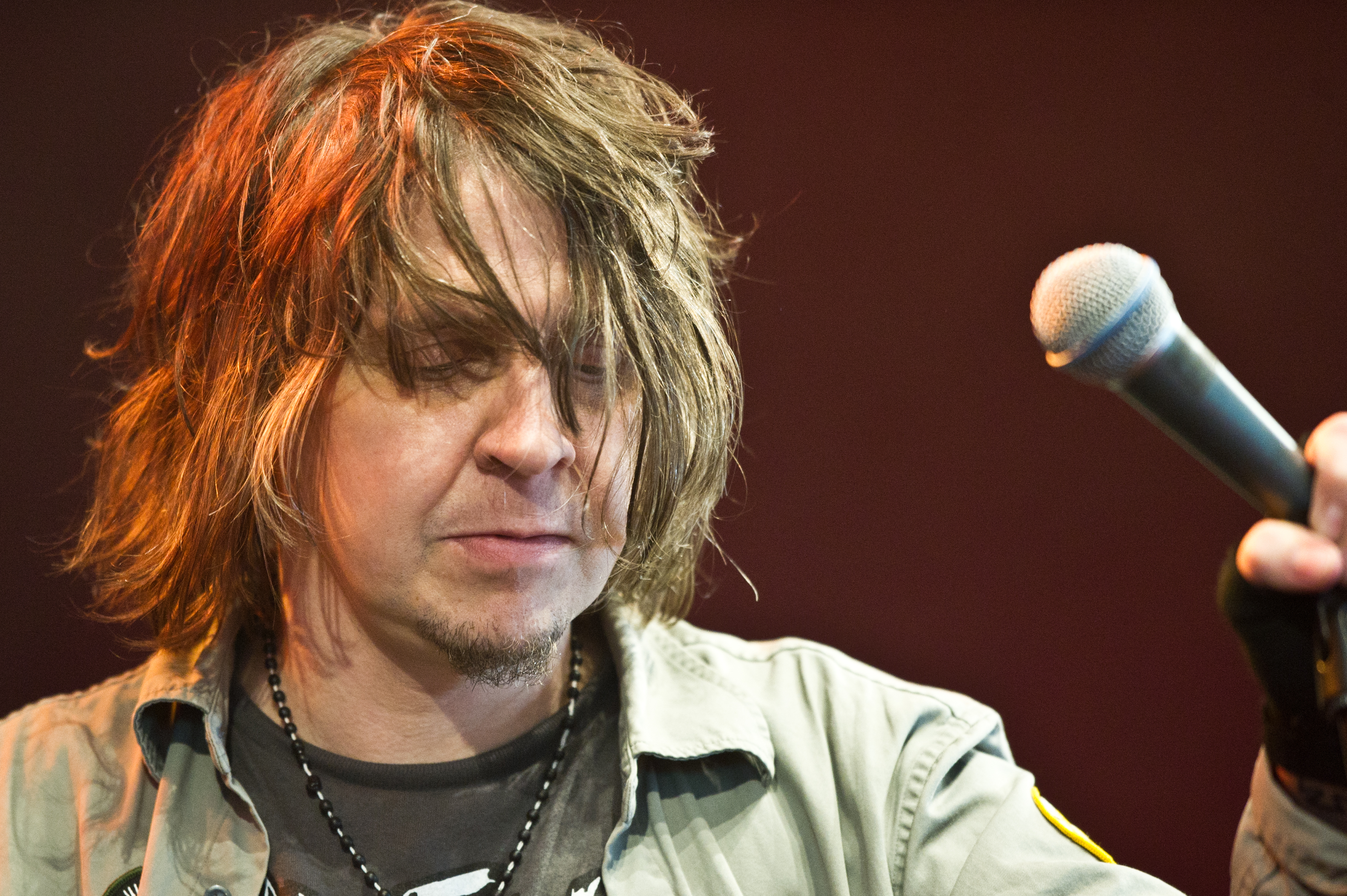
Sänger Mike IX Williams 2011 in Roskilde

Die Musik zu den Titeln Sister Fucker, White Nigger und Kill Your Boss wurde von Patton, Bower und Schultz bereits Monate vor den Aufnahmen des Albums geschrieben. Bower geht rückblickend davon aus, die Titel White Nigger und Sister Fucker binnen 10 Minuten gemeinsam mit Schultz geschrieben zu haben. Patton und Bower schrieben Crime Against Skin, Blank und Take as Needed for Pain innerhalb eines Tages kurz vor den Aufnahmen. Der ambient-artige Titel Disturbance wurde komplett von LaCaze geschrieben. Die Texte und Titel der Stücke stammen nahezu alle von Mike IX Williams. Allein der Titel Laugh it Off, ein Stück das ausnahmslos aus einem gesampletem Lachen bestand, wurde vom Produzenten Robinson Mills ohne das Wissen der Band zusammengeschnitten und hinzugefügt.

„[H]e took it upon himself to call the outro 'Laugh It Off'. So after all this titles like 'Sister Fucker,' 'White Nigger,' 'Crime Against Skin,' its like, oh, but 'Laugh It Off.' Thats fuckin stupid. I was pissed, but it doesen't matter […].“

„Er fügte es selbst hinzu, um das Outro Laugh it off (engl. ‚Tu es mit einem Lachen ab‘) zu nennen. Nach all solchen Stücken wie Sister Fucker, White Nigger, Crime Against Skin, ist es wie ein, oh aber ‚tu es mit einem Lachen ab‘. Das ist verdammt bescheuert. Ich war angepisst, aber das spielt keine Rolle […].“

## Stil
William York von allmusic beschreibt den Stil von Take as Needed for Pain als typisch für EyeHateGod. Eine Mischung aus Doom Metal und Hardcore Punk mit langsamen Gitarren, unverständlichem Gesang und andauernden Rückkopplungen. Im direkten Vergleich zum Vorgängeralbum In the Name of Suffering seien jedoch besonders die Gitarren wärmer und einprägsamer. Insgesamt sei Take as Needed for Pain das erste Album, das den typischen von Black Sabbath beeinflussten Bluesrock zur Geltung bringe.
Auch Sänger Mike IX Williams setzt die Band in einen ähnlichen Kontext.

„We always just thought of the Band as Southern Hardcore Blues 'cos thats what it is. Blues modern drug addled and Alcohol drenched m-f'in' BLUES.“

„Wir dachten bei der Band immer nur an Southern Hardcore Blues, denn das ist, was es ist. Blues, moderner durch Drogen verwirrter und in Alkohol getränkter verdammter Blues.“

James von The Metal Observer benennt grob zwei typische Liedstrukturen, einerseits die langsamen und schweren Lieder wie Shop Lift und White Nigger und andererseits die hardcore-beeinflussten wie Sister Fucker Pt. 1 und Take as Needed for Pain.

## Kritik
Das Terrorizer Magazin listet Take as Needed for Pain unter den 100 wichtigsten Alben der 1990er und benennt es als das Top-Sludge Album aller Zeiten. Die Internetseite Metalnews.de bezeichnet in einem Vorwort zu einem Interview mit Sänger Mike IX Williams Take as Needed for Pain als den Klassiker der Band. Auch Lee Steadham von Satan Stole My Teddybear bezeichnet Take as Needed for Pain als das beste Album der Band. William York von allmusic bestätigt diesen Eindruck ebenfalls, verweist jedoch auch darauf, dass man die Titel kaum voneinander unterscheiden könne. Der vermeintliche Gleichklang der Stücke wird auch von der Seite DeadTide.com hervorgehoben.

„Let's face it, if you've heard one Eyehategod song, you've heard... most of them.“

„Seien wir ehrlich, kennst du ein Lied von EyeHateGod, kennst du … die meisten.“

## Titelliste
1. Blank – 7:06
2. Sisterfucker (Part I) – 2:09
3. Shoplift – 3:14
4. White Nigger – 3:54
5. 30$ Bag – 2:47
6. Disturbance – 7:01
7. Take as Needed for Pain – 6:06
8. Sisterfucker (Part II) – 2:37
9. Crimes Against Skin – 6:46
10. Kill Your Boss – 4:13
11. Who Gave Her the Roses – 1:59
12. Laugh it Off – 1:35
13. Ruptured Heart Theory – 3:33 (Bonustitel der Wiederveröffentlichung, ursprünglich von der 7" Ruptured Heart Theory)
14. Story of the Eye – 2:30 (Bonustitel der Wiederveröffentlichung, ursprünglich von der 7" Ruptured Heart Theory)
15. Blank/Shoplift – 3:58 (Bonustitel der Wiederveröffentlichung. Ursprünglich von der 7" Ruptured Heart Theory)
16. Southern Discomfort – 4:24 (Bonustitel der Wiederveröffentlichung. Ursprünglich von der Split-7" mit der Band 13)
17. Serving Time in the Middle of Nowhere – 3:20 (Bonustitel der Wiederveröffentlichung. Ursprünglich von der Split-7" mit der Band 13)
18. Lack of Almost Everything – 2:28 (Bonustitel der Wiederveröffentlichung, ursprünglich von der Split-7" mit der Band 13)